# Subterranean Masquerade
A Subterranean Masquerade izraeli-amerikai metal zenekar.

## Története
1997-ben alakult. Eleinte folyamatosan cserélődő vendég zenészekből álló projekt voltak, majd rendes együttessé nőtték ki magukat. A zenekar progresszív/avantgárd metalt játszik, zenéjükben keverednek a jazz és a pszichedelikus rock elemei, death metal stílusú énekkel. Első kiadványuk egy 2004-es EP volt, első nagylemezüket egy évvel később, 2005-ben adták ki. Az album felkerült a Prog Sphere weboldal "A 2000-es évek top 50 progresszív metal albumainak" listájára. A lemezt a The End Records jelentette meg.
Az együttes ezután csak 2013-ban adott ki újabb kiadványt, amely a második EP-jük volt. 
2018-ban Magyarországon is felléptek a Dürer Kertben, az Orphaned Land vendégeként. A Subterranean Masquerade mellett fellépett a román Dirty Shirt és az olasz Lunarsea is.

## Tagok
- Davidavi Dolev - ének
- Eliran Weizman - ének
- Tomer Pink - gitár
- Or Shalev - gitár
- Shai Yallin - billentyűk
- Golan Farhi - basszusgitár
- Yalon Shari - dob

## Korábbi tagok
- Paul Kuhr - ének
- Kjetil Nordhus - ének
- Matan Or-El Shmuely - dob
- Jake DePolitte - gitár, basszusgitár
- Tino Lossico - dob
- Yishai Swearts - ének
- Jason William Walton - basszusgitár
- Andy Winter - billentyűk

## Diszkográfia
- Suspended Animation Dreams (2005)
- The Great Bazaar (2015)
- Vagabond (2017)

## Egyéb kiadványok
- Temporary Psychotic State (EP, 2004)
- Home (EP, 2013)